# Blackwood River
Pour les articles homonymes, voir Blackwood.
Le Blackwood est un des grands fleuves et bassins versants dans le Sud-Ouest de l'Australie-Occidentale.
Il commence à la jonction de l'Arthur River et Balgarup River, près de Quelarup et se dirige vers le sud-ouest en traversant les villes de Bridgetown puis de Nannup avant de se jeter dans l'océan Indien (dans l'océan Austral pour les Australiens à Hardy Inlet près de la ville d'Augusta.
Il possède 41 affluents, comme Dinninup Brook, Balingup Brook, St John Brook, Boyup Brook, Scott River, Tweed River, Ti Tree Gully, Noël Creek et Tanjannerup Creek.
La partie amont de son cours est en zone agricole, tandis que la partie moyenne traverse des zones forestières, et la partie inférieure est une zone mixte de forêts, de champs et de résidences.
Les aborigènes Noongar sont les propriétaires traditionnels de la région. Pour les Européens, il a été découvert en 1827 par l'amiral Sir James Stirling et nommé en l'honneur de Henry Blackwood, sous la direction duquel Stirling avait servi en tant que jeunes officier d'avril 1808 à avril 1810.
Historiquement, il a été d'une importance considérable dans les premiers jours de la création de la colonie de la rivière Swan et, plus récemment, pour l'écologie de la région en raison de conflits dans la politique d'utilisation des terres.